# Juan Alfonso de la Cerda
Juan Alfonso de la Cerda fou un aspirant a la Corona de Castella inserit en una crisi successòria. Jaume II (fill de Jaume I) va aprofitar aquesta crisi, donant suport a Alfons de la Cerda a canvi de la cessió a la Corona d'Aragó el Regne de Múrcia, que tenia el suport de la població. Se signà la Sentència Arbitral de Torrellas el 1304, partint el Regne de Múrcia i deixant el petit nord-est a la Corona d'Aragó (Oriola, Elx i Alacant). L'any 1305 s'anul·la la primera sentència i s'elabora el Tractat d'Elx, que eliminava Cartagena de la Corona d'Aragó.